# Haeser
Haeser (Saesse, Siaexer, Xaeser), indijansko pleme s donjeg toka Rio Grande koje je u 17. stoljeću živjelo od sjeveroistočne Coahuile u Meksiku, preko Rio Grande do jugozapadnog dijela Edwards Plateaua, odnosno današnjeg okruga Kinney u Teksasu. Prema Thomas N. Campbellu na područje Teksasa dolazili su zbog lova na bizone. Klasificiraju se među Coahuiltecan plemena.

## Vanjske poveznice
- Haeser Indians